# Joaquín Atanasio Pignatelli de Aragón y Moncayo
Joaquín Atanasio Pignatelli de Aragón y Moncayo (Caltanissetta, 2 de mayo de 1724 - Madrid, 12 de mayo de 1776), XVI conde de Fuentes y IV marqués de Coscojuela, fue un consejero y diplomático hispano-italiano al servicio de la monarquía española.

## Biografía
Hijo de Antonio Pignatelli, príncipe del Sacro Imperio Romano; y de María Francisca de Moncayo, condesa de Fuentes y marquesa de Coscojuela. Se casó en 1741 con María Luisa de Gonzaga y Caracciolo, II duquesa de Solferino. De esta unión nacieron ocho hijos, entre los cuales destacaron : 
- José María (1744-1774), marqués de Mora, III Duque de Solferino y esposo de la hija del X Conde de Aranda;
- Francisca (1747-1768), esposa de Luis Fernández de Córdoba y Spínola, XI Duque de Medinaceli;
- Luis (1749-1801), conde de Fuentes, IV Duque de Solferino;
- María Manuela (1753-1816), duquesa de Villahermosa.
- Juan Domingo (1757-1819), VI Duque de Solferino.

Luego del fallecimiento de su primera mujer, desposó en segunda nupcias, en 1775, a Mariana de Silva-Bazán y Sarmiento, duquesa viuda de Huéscar y madre de María Teresa (XIII duquesa de Alba). La duquesa Mariana, originalmente, iba a casarse con el hijo mayor de Fuentes, el III duque de Solferino, pero murió antes de celebrarse los esponsales. El segundo enlace de Fuentes duró hasta su fallecimiento, acaecido al año siguiente. Su viuda desposó en terceras nupcias a Antonio Ponce de León, XI Duque de Arcos. 
Grande de España, y gentilhombre de cámara del rey Fernando VI. Caballero del Toisón de Oro en 1761, de Sancti Spiritus y de san Miguel en 1768, y de Santiago ese mismo año. 
Fue embajador en Turín de 1754 a 1758, en Londres de 1760 a 1762 y en París de 1763 a 1773. Durante su Embajada en Francia propició la adhesión española al Tercer Pacto de Familia y trabó una sólida amistad con el Duque de Choiseul, primer ministro del rey Luis XV de Francia, quien vio en Fuentes un “espíritu apto a los negocios”, de “amplio genio”, así como a un “hombre muy honrado y apegado a nuestro sistema”. El conde también fue amigo cercano de Jerónimo Grimaldi, aunque terminaron distanciados alrededor de 1775. Luego de la caída de Choiseul en diciembre de 1770, Fuentes se rehusó a rendir pleitesía a Madame du Barry, nueva favorita del monarca francés, lo que le valió su salida final de Francia en diciembre de 1772, siendo reemplazado por el Conde de Aranda. Rehúso ejercer la presidencia del Consejo de Castilla luego de la salida de Aranda, dedicándose de lleno a sus labores como presidente del Consejo de Órdenes, la cual ostentaba desde 1768. Asimismo, desde 1763, era miembro del Consejo de Estado.  
El XVI conde de Fuentes falleció en 1776, siendo enterrado en el convento de san Hermenegildo de Madrid.